# Hodgesia cyptopous
Hodgesia cyptopous är en tvåvingeart som beskrevs av Theobald 1909. Hodgesia cyptopous ingår i släktet Hodgesia och familjen stickmyggor. Inga underarter finns listade i Catalogue of Life.